# Adelpha felderi
Adelpha felderi is een vlinder uit de onderfamilie Limenitidinae van de familie Nymphalidae. De wetenschappelijke naam van de soort werd als Heterochroa felderi in 1870 gepubliceerd door Jean Baptiste Boisduval.